# Maon Kurosaki
Pour les articles homonymes, voir Kurosaki.
Maon Kurosaki (黒崎 真音), née le 13 janvier 1988 et morte le 16 février 2023, est une chanteuse japonaise en contrat avec Geneon Entertainment. Chanteuse au Live Bar d'Akihabara, elle devient célèbre, en 2010, en chantant les 12 génériques de fin de Highschool of the Dead. Le 10 août suivant, sa participation à l'anime A Certain Magical Index II, qui débute en octobre de la même année est annoncée, elle en chante le générique de fin Magic∞world et le second générique de fin Mémories Last.
En 2011, elle forme, avec Motsu et Yaginuma Satoshi, le groupe Altima, mélange de rock/rap/electro.
En 2012, son titre SCARS est utilisé comme générique de fin pour le neuvième OAV d'Hellsing Ultimate.
En septembre 2021, Kurosaki s'effondre au milieu d'un concert diffusé en direct, rapidement suspendu par la suite. Elle est ensuite transportée d'urgence à l'hôpital où on lui diagnostique un hématome extradural. Elle décède le 16 février 2023 après une période de santé déclinante avec l'aggravation de sa maladie chronique.

## Albums

### H.O.T.D.
Génériques de fin de Highschool of the Dead (une chanson par épisode, dans l'ordre des pistes)
- Date de sortie : 22 septembre 2010

1. Kimi to taiyou ga shinda hi
2. color me dark
3. return to destiny
4. cold bullet blues
5. Memories of days gone by
6. Under the honey shine
7. fuss fuzz
8. The place of hope
9. Houseki no spy
10. The last pain
11. Hollow men
12. the eternal song

### Butterfly Effect
- Date de sortie : 30 novembre 2011

1. 一匹の蝶が羽ばたく瞬間 (Ichihiki no Chou ga Habataku Shunkan)
2. Vanishing point
3. Magic∞world
4. Emergence!
5. Love 〇 Jetcoaster
6. Scars
7. Glanz -沈黙の雪- (-Chinmoku no Yuki-)
8. Lisianthus
9. Baby☆maybe
10. Answer
11. Screaming!shouting loudly!
12. メモリーズ・ラスト (Memories Last)
13. Hear

### Vertical Horizon
- Date de sortie : 10 avril 2013

1. 生まれ出づる物語 (Umare Iduru Monogatari)
2. Under/Shaft
3. [Dreamed wolf]
4. 十鬼の絆 (Juu Oni no Kizuna)
5. Vertical Horizon
6. starry×ray
7. Dresser Girl...
8. Distrigger
9. 鳴り響いた鼓動の中で、僕は静寂を聴く (Nari Hibiita Kodou no Naka de, Boku wa Seijaku wo Kiku)
10. Friday Midnight Party!
11. Just believe
12. 黎鳴 (reimei)
13. story～キミへの手紙～ (Story ~Kimi e no Tegami~)

## Mini-albums

### Goshikiuta - Immortal Lovers
- Date de sortie : 10 août 2011

1. Yume - A True Love Tale
2. Kazahana - The Whisper Of Snow Falling
3. Araragi -  The End Of Struggle
4. Hikari - I Promise You
5. Shinjitsu - The Light Lasting
6. Yume - A True Love Tale
7. Kazahana - The Whisper Of Snow Falling
8. Araragi - The End Of Struggle
9. Hikari - I Promise You
10. Shinjitsu - The Light Lasting

## Singles

### Magic world
Premier générique de fin de Toaru Majutsu no Index saison 2.
- Date de sortie : 24 novembre 2010

1. Magic∞world
2. Answer
3. Magic world (instrumental)
4. Answer（instrumental)

### Memories last
Second générique de fin de Toaru Majutsu no Index saison 2.
- titre kanji : メモリーズ・ラスト[3]
- Date de sortie : 2 mars 2011

1. メモリーズ・ラスト (Memories last)
2. Best friends
3. メモリーズ・ラスト (instrumental) (Memories last)
4. Best friends (instrumental)

### HELL:ium
- Date de sortie : 9 mai 2012

1. 鳴り響いた鼓動の中で、僕は静寂を聴く (Narihibiita Kodou No Naka de, Boku Ha Seijiku wo Kiku)
2. I'm still breathing...
3. Just believe
4. 鳴り響いた鼓動の中で、僕は静寂を聴く (instrumental) (Narihibiita Kodou No Naka de, Boku Ha Seijiku wo Kiku)
5. I'm still breathing... (instrumental)
6. Just believe (unstrumental)

### Reimei
- Date de sortie : 8 août 2012

1. 黎鳴 (reimei)
2. 比翼 (Contract with You)
3. 黎鳴 (instrumental) (reimei)
4. 比翼 (instrumental) (Contract with You)

### Under/shaft
- Date de sortie : 17 octobre 2012

1. Under/shaft
2. Crimson roses
3. Under/shaft (instrumental)
4. Crimson roses (instrumental)

### X-encounter
Premier générique d'ouverture de l'anime Tokyo Ravens (2013)
- Date de sortie : 6 novembre 2013

1. X-encounter
2. unchain
3. X-encounter (instrumental)
4. unchain (instrumental)

## Radio
Elle participe à l'émission "A&G ARTIST ZONE" depuis le 7 octobre 2010.